# Mal Spence
Malcolm Emanuel Augustus Spence, detto Mal (Kingston, 2 gennaio 1936 – Boca Raton, 30 ottobre 2017), è stato un velocista giamaicano, specializzato principalmente nei 400 metri piani.

## Biografia
Partecipò ai Giochi olimpici di Melbourne 1956 dove raggiunse la semifinale 400 metri; fu invece eliminato al primo turno dei 200 metri. Nella stessa Olimpiade gareggiò anche con la staffetta 4×400 metri che venne squalificata in finale.
Andò meglio quattro anni dopo a Roma 1960 quando, gareggiando sotto la bandiera della Federazione delle Indie Occidentali, conquistò la medaglia di bronzo nella staffetta, mentre nella gara individuale si fermò ancora una volta in semifinale. Partecipò anche ai Giochi olimpici di Tokyo 1964 con la staffetta 4×400 giamaicana che giunse quarta a soli sei decimi dal podio.
Al suo palmarès internazionale va aggiunta una medaglia di bronzo conquistata nei 400 metri ai Giochi centramericani e caraibici svoltisi a Kingston nel 1962.
Suo fratello gemello Mel è stato anch'egli un velocista di livello internazionale.

## Palmarès
| Anno | Manifestazione  | Sede     | Evento      | Risultato | Prestazione | Note |
| ---- | --------------- | -------- | ----------- | --------- | ----------- | ---- |
| 1960 | Giochi olimpici | Roma     | 4×400 m     | Bronzo    | 3'04"0      |      |
| 1962 | Giochi CAC      | Kingston | 400 m piani | Bronzo    | 47"4        |      |